# 1884 Skip
1884 Skip (1943 EB1) là một tiểu hành tinh vành đai chính được phát hiện ngày 2 tháng 3 năm 1943 bởi M. Laugier ở Nice.